# سيدني ريفيرا
سيدني ريفيرا (بالإنجليزية: Sidney Rivera) (15 نوفمبر 1993 في الولايات المتحدة - ) هو لاعب كرة قدم أمريكي في مركز الهجوم. لعب مع أورلاندو سيتي ولويسفيل سيتي وPuerto Rico FC ‏ وبيتسبورغ ريفرهوندز.

## وصلات خارجية
- سيدني ريفيرا على موقع الدوري الأمريكي (الإنجليزية)
- سيدني ريفيرا على موقع قاعدة بيانات كرة القدم.إي يو (الإنجليزية)
- سيدني ريفيرا على موقع ناشيونال فوتبول تيمز (الإنجليزية)
- سيدني ريفيرا على موقع Soccerway.com (الإنجليزية)
- سيدني ريفيرا على موقع AS.com (الإسبانية)